# Xyletobius fraternus
Xyletobius fraternus är en skalbaggsart som beskrevs av Perkins 1910. Xyletobius fraternus ingår i släktet Xyletobius och familjen trägnagare.

## Underarter
Arten delas in i följande underarter:
- X. f. fraternus
- X. f. laetior